# Santa Maria de Vilanera
Santa Maria de Vilanera és una església ruïnosa al terme municipal de l'Escala protegida com a bé cultural d'interès local. Les seves ruïnes són a l'oest del nucli antic de la població de l'Escala, a la Muntanya de Vilanera on hi ha també el Mas Vilanera, força proper al nucli d'Empúries.

## Arquitectura
Es tracta de les restes de l'antic monestir de Santa Maria de Vilanera, format per dos edificis disposats al vessant oest de la muntanya. A la part baixa del vessant del puig, hi ha les restes de la casa monàstica, mentre que a la carena s'hi poden veure els vestigis de l'església, força separada de les dependències monacals.
De l'església només es conserva dempeus un fragment de mur, d'uns deu metres de llargada total per quatre d'alçada, aproximadament. Probablement es tracta d'un dels murs laterals de la nau, donada la seva llargada. L'aparell és de pedres grans, sense treballar, travades amb argamassa. Al costat nord del mur s'observen les restes d'una estructura adossada i al sud, s'observen diversos forats quadrats de bastida a diferents nivells. Hi ha restes d'altres estructures al subsòl al voltant de l'estructura, però no es pot esbrinar la planta de l'edifici.
El convent, a la part baixa del puig, també es troba força enrunat. Es tracta d'un edifici de grans dimensions i de planta rectangular, en el que s'observen restes de la compartimentació interior en estances. Tenia la coberta de doble vessant, que s'aprecia perfectament en l'alçat del mur sud-est, i al sector nord-est s'aprecia un cos de planta semicircular. És força probable que la seva aparença fos de casa pairal. A poca distància del mur s'ha conservat un fragment d'escala exterior, aïllada, que pertanyia a un cos de l'edifici desaparegut. El parament d'aquestes restes no difereix gaire del que es conserva a l'església, tot i que les cantonades són de carreus desbastats.

## Història
El monestir de monges benedictines de Santa Maria de Vilanera -també anomenat Santa Maria del Puig de Vilanera- fou fundat l'any 1328, per l'ardiaca de Besalú, Arnau de Soler, en el territori de la parròquia d'Empúries. Vers l'any 1412 ja no s'usava com a monestir i tots els seus béns els va heretar el convent de monges agustines de Sant Bartomeu de Bell-lloc de Peralada.
Les seves restes es poden veure en el puig de Vilanera, molt a prop d'Empúries. Encara la gent de l'encontrada les assenyala com les ruïnes d'"un convent de monges". A la part alta del turó s'hi conserven les restes de l'església, i a prop s'han excavat un conjunt de 29 sitges, amortitzades entre els segles XIV i XV dC.